# 영천호
영천호(永川湖)는 경상북도  영천시 자양면에 있는 인공호수이다.

## 개요
영천호는 낙동강의 지류인 금호강 유역에 있으며 총 저수량 9,640만t  ,유역 면적은 235km3에 이른다. . 1974년 10월에 착공하여 1980년 12월에 준공했다. 한국수자원공사[K-water] 포항권관리단에서 운영하고 있다.
2000년 임하댐의 물을 영천댐으로 보내는 53.1km의 수로가 준공되어 수질이 개선됨에 따라, 주변 일대에 하루 40만t의 물을 공급하는 상수도 수원(水源)으로 활용되고 있다. 또한 댐의 물은 26km 떨어진 포항지구 공업용수로 공급되며, 그 일부는 영천지방의 농업용수로도 이용되고 있다.   
영천호에는 붕어·잉어·가물치·메기·뱀장어 등의 물고기가 많으나  상수도 보호구역이어서 낚시는 금지하고 있다.

## 주변 정보
호수 주변에 임고서원[경상북도 기념물 62호], 정용준 가옥[중요민속문화재 107호], 선원동 철불좌상[보물 513호], 세덕사[경상북도 민속자료 37], 함계정사[경상북도 문화재자료 230호], 정재영 가옥 및 산수정[중요민속문화재 24호], 자양서당[경상북도 유형문화재 78호], 동린각[경상북도 유형문화재 77호], 강호정[경상북도 유형문화재 71호], 오회공 종택[경상북도 유형문화재 72호], 하천재[경상북도 유형문화재 73호], 사의당[경상북도 유형문화재 74호], 삼휴당[경상북도 유형문화재 75호], 오회당[경상북도 유형문화재 76호], 용계서원[경상북도 유형문화재 55호], 묘각사, 거동사 등 문화 유적지가 있다. 임고 삼거리에서 영천댐에 이르는 길은 ‘벚꽃 100리길’로 유명하다.